# 朝日芹奈
朝日 芹奈（あさひ せりな、1998年11月30日 - ）は、AV女優。旧芸名は青木 桃。

## 経歴
3歳から水泳を習い始め、小学生時代は主にアーティスティックスイミングに力を入れる。授業が終わるとまた練習の日々を続け、ジュニアオリンピック出場。インターハイに出場した。山梨学院大学に進学も怪我で競技生活から事実上の引退。次に何をしようかと思った時、芸能関係とともに裸で美しさを見せるAV業界に惹かれた。「裸になるということで表現の幅が広がるかもっていうのと、綺麗に映像として撮られてみたいって思いが強かったです」。「やらない後悔よりやって後悔」。また「目立ちたいという思いがあり、AVなら目立てると思ったため」等、デビュー経緯を語っている。
デビュー作はSODクリエイト代表である野本義明自ら監督しており、アスリートの作品を何としても五輪開幕前にリリースしたいという思いからプロジェクトに2カ月間かけ、異例の撮影日数のべ14日間という作品となった。ビデオパッケージでは流通が間に合わないことから2021年7月13日に配信のみという形でデビューを迎えた。苦労した点は撮影スケジュールが緊急事態宣言と重なり、撮影予定だったプールが閉鎖されてしまったこと。屋外プールではイメージシーンのみしか撮影できないため、急遽絡みシーンの撮影可能な屋内プールを探し、抑えたという。
光文社『FLASH』発表の2021年セクシー女優ランキング第36位。
2022年6月、InstagramにてDINOを退所し、フリーランスとなったことを報告。同年10月11日、朝日芹奈への改名と、GGへの所属を発表。
2022年11月、横浜に会員制パーソナルジム『PULCHRA』をオープン。同年12月26日週FANZA通販フロアランキングにて、デビュー作収録の『SODstar15周年記念！厳選した人気スター女優18名 デビューSEX集めました!』が1位を記録。
2024年3月、堤セリナへの改名を発表。事務所もバンビプロモーションへと移籍。2025年4月にはLINXに移籍し、新セリナへと芸名を改めた。

## 人物
身長170cm。好きな食べ物は焼き鳥。スポーツクラブ勤務経験があり、水泳以外にヨガを教えることができる。初体験は18歳。
初体験のときも性に対して全く興味がなく知識もなかった。デビュー作で「あっ、気持ちよくなるってこういうことなんだ！」と気づいた。
デビュー前には演劇をしていた時期もある。
ライターの浜野きよぞうは「デビュー作ではキスもぎこちないし、フェラもたどたどしい。逆にそこが興奮した」と批評している。影響を受けたAV女優は三上悠亜。

## 作品

### アダルトビデオ
いずれも配信先行作品。
2021年
- 一流競泳選手 青木桃 AV DEBUT 全裸水泳2021【圧倒的4K映像でヌク！】（2021年7月13日配信開始、2021年9月9日DVD・ Blu-ray発売、SODクリエイト）[13]
- 一流競泳選手 青木桃 性欲解放トラベラー【圧倒的4K映像でヌク！】（2021年8月17日配信開始、10月7日DVD発売、SODクリエイト）
- 一流競泳選手M性開発3本番 初体験だらけの濃密性交 青木桃（11月11日、SODクリエイト）
- 【完全着衣性交】一流アスリートの肉体にピッタリ食い込んだ艶めかしい競泳水着 青木桃（12月9日、SODクリエイト）

2022年
- 一流競泳選手中出し解禁!痙攣絶頂デカチン激ピス大量ザーメンかドキュメント 青木桃（1月13日、SODクリエイト）
- わざと留年してまで自分と一緒にいようとする生徒にナカで射精(だ)されるのが気持ち良すぎて、婚約者(同僚)との結婚に踏みだせない水泳部顧問女教師 青木桃（2月10日、SODクリエイト）[14]
- 3年振りに元カレと会うのがエモすぎて前日から濡れていたのでラブホ入って即前戯なし生チンでヌルッと(ハート) 休憩 3 時間めいっぱいパコりまくった 青木桃（3月10日、SODクリエイト）
- 勉強は苦手だけど体育の成績とヌキテクがもんのスゴい従妹に勉強を教えてあげる代わりに12発ヌいてもらった 青木桃（4月7日、SODクリエイト）
- 出産を控えた新婚夫婦から旦那を寝取って強制中出しさせる美人ヨガインストラクター 青木桃（5月12日、SODクリエイト）
- 元水泳選手の人気スポーツキャスターにダメ元でDMしてみたらまさかの返信が・・・飲みのあと即ホテルへ 170cm長身からのマウント騎乗位でチ○ポ根こそぎグラインド!僕だけが知ってる清純アナの裏の顔はなんと超肉食女子だった!! 青木桃（6月9日、SODクリエイト）
- 元水泳選手の敏腕セールスレディOLが陰キャ同僚の下剋上チ○ポに洗脳させられて 青木桃（7月7日、SODクリエイト）
- いいなり温泉旅行 青木桃（8月11日、SODクリエイト）
- 【VR】競泳世界大会の選手宿舎で大会前夜、朝まで野獣のように突きまくる汗だくアスリート激ピストンファック 青木桃 初VR（8月18日、SODクリエイト）
- 【VR】競泳アスリート選手が、練習中に変態トレーナーに、ねっとり痴●マッサージをされてー 裸よりエロすぎる競泳水着の体に密着したまま、勝手に性感帯開発。【元競泳世界大会選手 青木桃 出演】（9月15日、SODクリエイト）
- 競泳選手団合宿 遠征バスNTR 青木桃（10月6日、SODクリエイト）

2023年
- 【身長170cmスレンダー美女】高身長×スレンダー×美脚のハイクラス美女。真面目な優等生はえっちも優等生でした。 ネットでAV応募→AV体験撮影 1963（4月8日、シロウトTV）※せりな 21歳 大学生名義

- 筋トレもSEXもストイックな極上セフレせりなちゃん《筋トレの後はセフレと肉欲チートDAYな濃厚SEXで中出し2連発！！》一緒に筋トレして運動の後は焼肉デート♪/性欲も解放でパイパンま○こはビチョビチョ…締まり抜群生膣に搾られ、膣奥にたっぷり中出しマーキング♪/競泳水着に着替えてシャワーを浴びながら口内で舌が動き回るトロトロ濃厚フェラ→ベッドで本能むき出しのノンストップ絶頂交尾で再び膣内へ大量射精♪【しろうとハメ撮り＃せりな＃23歳＃ショップ店員】（4月26日、MOON FORCE）せりな/23歳/アパレル名義
- 【VR】ピンサロ再現VR～ 競泳水着デリバリーピンサロ～ 朝日芹奈（5月3日、ケイ・エム・プロデュース）
- 某有名パーソナルジム人気トレーナー、体育大学出身の美ボディ美女。彼氏がいるのにジム会員と勤務後に浮気ハメ撮りお泊りデート（8月11日、HMN WORKS）
- 【VR】ノーモザフェラVR（VRKM-1092）（8月26日、ケイ・エム・プロデュース）
- せりなちゃん（9月21日、俺の素人-Z-）せりなちゃん名義

2024年
- 不甲斐ない部下を超パワハラ杭打ち騎乗位で何度もザーメンぶっこ抜き尻咤激励するメガトンデカ尻女上司 堤セリナ（11月12日、ROOKIE）
- レンタルち〇ぽ！？何でも屋を呼んでエロ行為を強要し楽しむ性豪女！！ 堤セリナ（12月5日、プラネットプラス）
- 「一般男性のみなさん！私をイカせまくって下さい！」～街頭で見つけた素人男性に壊れるほどイカされまくったSEXドキュメント～7 堤セリナ（12月10日、セレブの友）
- ニーハイブーツのカカトが突き刺さる足責め！ 長身アスリートボディと美脚を絡ませトロける性交 堤セリナ（12月10日、AVS collector’s）
- 欲求不満な人妻がスイミングスクールでハマったレズビアン ～女だけのずぶ濡れプールサイド～ 滝ゆいな 堤セリナ（12月17日、溜池ゴロー）
- 高身長でスケベお姉さんのパンスト着衣SEX（12月17日、ミル）

2025年
- ケツ穴のシワまで丸見えにして、アナタだけに見せつけるオナニーで激イキする15人の女たち！vol.4（1月14日、セレブの友）
- 俺専用競泳水着美女 堤セリナ（1月20日、プラネットプラス）
- 女子バレー部ムチムチ超脚長ハーレム ガニ股天空杭打ち騎乗位で中出しブッコ抜かれまくる2泊3日 木下ひまり 辻井ほのか 滝ゆいな 堤セリナ（2月4日、ムーディーズ）
- ハイレグ競泳水着アスリート長身ボディー完全着衣SEX 堤セリナ（2月18日、ミル）
- 私で精子だしてね 自撮りオナニー 堤セリナ（4月4日、プリモ）

### イメージビデオ
- 桃の戯れ/青木桃（4月15日、メディアアーツ）

## 出演

### ラジオ
- 紗倉まなとニューヨークのマジックミラーナイト（2021年8月21日、28日、文化放送）
- talking free（2021年10月10日、渋谷クロスFM）

### テレビ
- どぶろっくと山岸逢花の ＃やらかしジャッジメント（2021年12月1日 ‐ 22日、刺激ストロングチャンネル）

### ウェブテレビ
- 給与明細（2021年11月1日[15]、ABEMA）

### 音楽イベント
- 楽演祭 vol.24 GW前SP（2023年4月26日、東京・池袋LIVE INN ROSA）[16]

## 外部サイト
- SOD青木桃特設サイト
- 青木桃 SODstar
- 朝日芹奈（ex 青木桃） (@serina_asahi_gg) - X（旧Twitter）
- セリちゃん（元青木桃） (@gg_namaewanai) - Instagram
- セリちゃん（朝日芹奈） (@seriseri019) - TikTok